# Sarre (Morbihan)
Pour les articles homonymes, voir Sarre.
La Sarre prend sa source près de Kervenec en Lescouët-Gouarec dans les Côtes d'Armor, à 212 m d'altitude. Elle rejoint le Blavet à Melrand, dans le Morbihan, à la cote 32. Son cours est long de 35,3 km et sa pente moyenne est de 0,5 %.

## Nom
Le nom breton de la rivière est Sar. Il se retrouve dans les noms de lieux-dits Treuzar en Guern et Treuzar Bihan et Treuzar Braz en Séglien. Treuzar peut en effet se traduire par vallée de la Sarre, de treu = vallée et Zar = Sarre.  Treu vient de traon lequel vient de tnou vieux breton pour vallée. Placé en initiale de mot on peut trouver tro, trou, tron (Tronscorff en Langoëlan et Troizol en Saint-Thurien).

## Parcours
La Sarre prend sa source à Lescouët-Gouarec puis longe les communes de Silfiac et de Langoëlan puis traverse la commune de Séglien et longe la commune de Locmalo, puis traverse la partie occidentale de la commune de Guern, puis longe les communes de Bubry et de Melrand avant de traverser cette dernière.

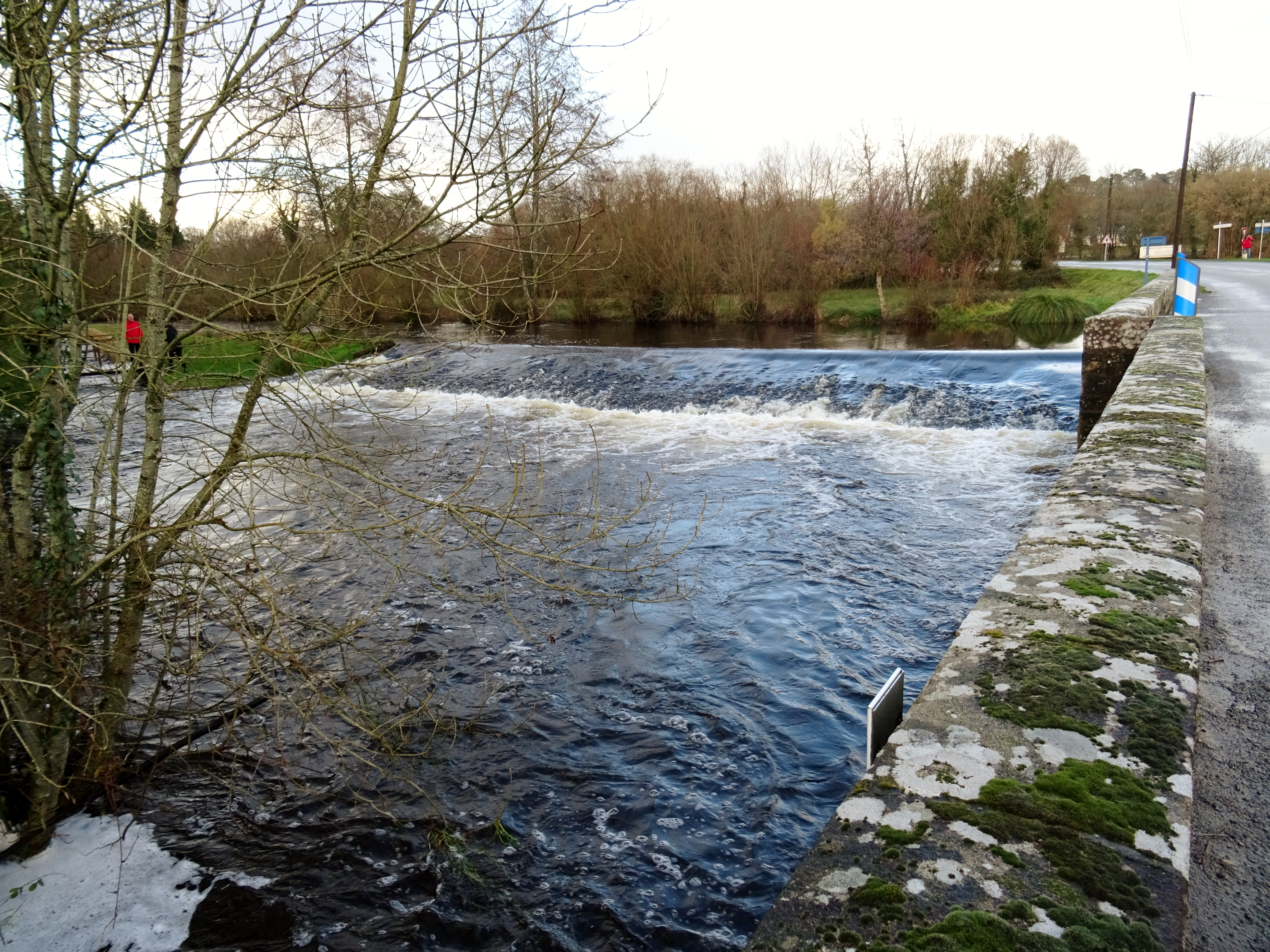
La Sarre à Melrand juste en amont du moulin de Boterff, au niveau du pont routier de la D 2 en période de fortes eaux.

Les eaux de la Sarre animaient autrefois les roues de nombreux moulins qui se sont tues aujourd'hui. D'amont en aval la Sarre passe les moulins de Tescat, de Quilio, de Keralys, de Henven, de Stang Du, de Poul, de Talroch, de Boterff et de la Madeleine.

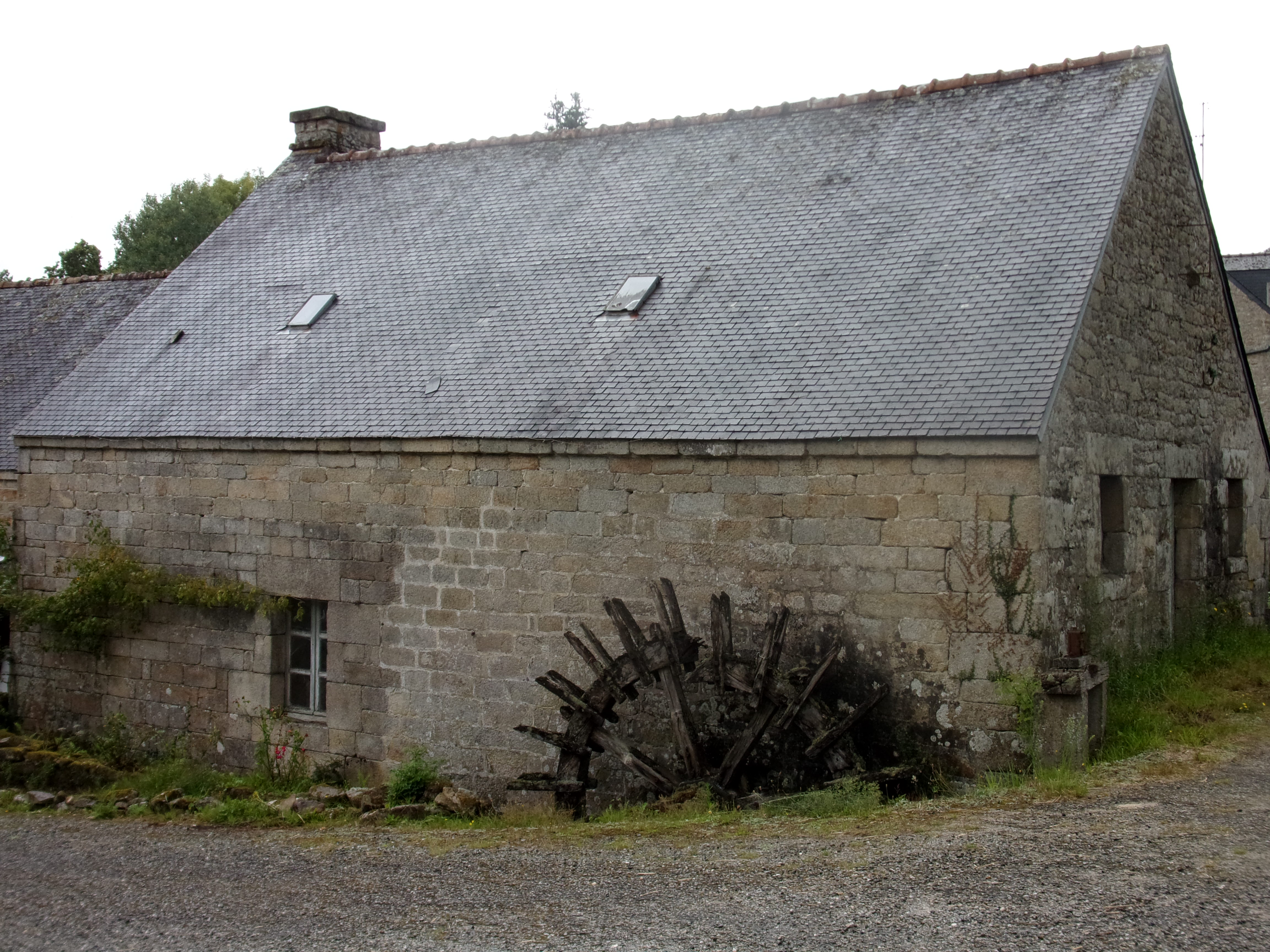
Le moulin de Boterff situé à l'entrée du bourg de Melrand.

## Topographie
La rivière passe d'une altitude de 193 m à Guernével à 183 m à l'ouest du bourg de Séglien puis 124 m à Saint Zénon puis 69 m à Coët Sar Bihan puis 44 m au moulin de Boterff situé en contrebas du bourg de Melrand et enfin 32 m à sa confluence avec le Blavet. Sa vallée relativement large se resserre entre le moulin du Quilio et le moulin de Stang Du pour former des gorges.

## Les principaux affluents
Le SANDRE recense 30 affluents de la Sarre d'une longueur égale ou supérieure à 1 km dont trois dépassent les 5 km.
D'amont en aval, la Sarre est grossi par les eaux des cours d'eau suivant :
- ruisseau du Roz : 3,7 km
- ruisseau de Trescoët : 7,2 km
- ruisseau du Frétu : 5,5 km
- ruisseau de Lann er Gal : 3,4 km
- ruisseau de Ker Jéhanno : 6,9 km

## Hydrologie
La Sarre présente au Pont Neuf à  Melrand une surface de bassin versant de 125,3 km2 (soit environ 95 % de la totalité de son bassin versant à son point de confluence avec le Blavet) et son débit moyen inter annuel ou module est de 2,11 m3/s. Son débit mensuel varie entre 5,34 m3/s en période de hautes eaux en hiver et 0,28 m3/s à l'étiage en été (voir histogramme). Les fluctuations de son débit sont bien plus importantes sur de plus courtes périodes. Le débit maximal journalier a été mesuré le 7 février 2014 et était égal à 33,7 m3/s.  Le débit minimal journalier a été mesuré le 30 août 2017 et était égal à 0,105 m3/s. 
Le débit spécifique de la rivière est de 16,9 l/s/km2 à Melrand au Pont-Neuf et la lame d'eau écoulée dans son bassin versant annuellement est de 533 mm. Cette dernière valeur est comparable à celle du Coët-Organ (553 mm/an), autre affluent de la rive droite du Blavet, mais supérieure à celle de l'ensemble du bassin versant du Blavet (432 mm/an) et largement supérieur à la moyenne d'ensemble de la France tous bassins confondus (320 mm/an).

## Histoire
Selon la tradition, saint Rivalain aurait dirigé les moines qui ont défriché la vallée de la Sarre, ce qui expliquerait les traces que son nom a laissé dans la toponymie locale : Ker-Rivallan (en Malguénac), Saint-Rivalain et Ker-Rivalain (en Melrand) et Coët-Rivalain (en Séglien).

## La faune
La vallée de la Sarre peut être qualifiée de « Havre de paix » pour la loutre d’Europe
La Sarre est une rivière candidate à la réintroduction de la moule perlière d'eau douce
La rivière est classée sur la totalité de son cours en première catégorie pour la pêche en rivière. On y trouve des poissons d'eau vive : la truite fario mais aussi le  vairon, le  chabot, la  loche. Des saumons atlantique remontent également la Sarre pour se reproduire.